# Distant Earth
Distant Earth este al nouălea album de studio creat de DJ-ul german André Tanneberger cunoscut ca ATB. A fost lansat în 2011 în mai multe variante: cea standard cu 2 CD-uri, ediția limitată cu 3 CD-uri, și 3 CD-uri + 5 vederi cu autograful lui ATB + o brățară ATB în ediția limitată pentru fani (3000 de copii).
Pentru piesele din primul CD a colaborat cu artiști ca Josh Gallahan, Amurai, Dash Berlin, Sean Ryan, Rea Garvey, Melissa Loretta sau JanSoon. Al doilea CD cuprinde muzică ambientală și o colaborare surprinzătoare cu Armin van Buuren la melodia „Vice Versa". Al treilea CD conține varianta remixată de club a pieselor de pe primul CD.

## Lista melodiilor
CD 1:
1. Twisted Love (Distant Earth vocal version) (în colaborare cu Cristina Soto)
2. Gold (în colaborare cu JanSon)
3. All I need is you (în colaborare cu Sean Ryan)
4. If It's love (în colaborare cu Melissa Loretta)
5. Move on (în colaborare cu JanSoon)
6. Chapter one (with Josh Gallahan)
7. Heartbeat (with Amurai în colaborare cu Melissa Loretta)
8. Killing me inside (în colaborare cu Sean Ryan)
9. Apollo Road (with Dash Berlin)
10. Running a wrong way (în colaborare cu Rea Garvey)
11. Where you are (în colaborare cu Kate Louise Smith)
12. This is your life (în colaborare cu Fuldner)
13. One more (în colaborare cu Cristina Soto)
14. White Letters (în colaborare cu Melissa Loretta)

### CD 2
1. Vice Versa (în colaborare cu Armin van Buuren)
2. Magnetic Girl
3. Be Like You (în colaborare cu JanSoon)
4. Moments In Peace
5. Moving Backwards (în colaborare cu Kate Louise Smith)
6. Distant Earth
7. Trinity
8. City Of Hope
9. Expanded Perception
10. Sternwanderer (în colaborare cu Anova)
11. Orbit